# Unterseeboot 394
Le Unterseeboot 394 (ou U-394) est un sous-marin allemand (U-Boot) de type VII.C utilisé par la Kriegsmarine (marine de guerre allemande) pendant la Seconde Guerre mondiale.

## Construction
L'U-394 est un sous-marin océanique de type VII C. Construit dans les chantiers de Howaldtswerke AG à Kiel, la quille du U-394 est posée le 31 mars 1942 et il est lancé le 19 juin 1943. L'U-394 entre en service un mois et demi plus tard.

## Historique
Mis en service le 7 août 1943, l'Unterseeboot 394 a suivi sa formation sous les ordres de l'Oberleutnant zur See Ernst-Günther Unterhorst au sein de la 5. Unterseebootsflottille, puis il rejoint à partir du 1er avril 1944 la 1. Unterseebootsflottille pour son service actif à la base sous-marine de Brest. À la suite de l'avancée des forces alliées en France, l'U-394 rejoint la 11. Unterseebootsflottille à Bergen à partir du 1er juin 1944.
Il réalise sa première patrouille de guerre en quittant le port de Narvik le 1er juin 1944 sous les ordres du Kapitänleutnant Wolfgang Borger. Après 38 jours en mer, il arrive à Hammerfest le 8 juillet 1944.
Le 27 juillet 1944, il appareille de Hammerfest pour sa deuxième patrouille. Après 38 jours en mer, il est coulé le 2 septembre 1944 dans la mer de Norvège au sud-est de l'Île Jan Mayen à la position géographique de 69° 47′ N, 4° 10′ E par des tirs de roquettes et des charges de profondeurs lancés d'un avion Fairey Swordfish (Squadron 825 FAA/V) du porte-avions d'escorte britannique HMS Vindex, des destroyers britanniques HMS Keppel et HMS Whitehall et des sloops britanniques HMS Mermaid et HMS Peacock.
Les 50 hommes d'équipage meurent dans cette attaque.

## Affectations successives
- 5. Unterseebootsflottille à Kiel du 7 août 1943 au 31 mars 1944 (entrainement)
- 1. Unterseebootsflottille à Brest du 1er avril au 31 mai 1944 (service actif)
- 11. Unterseebootsflottille à Bergen du 1er juin au 2 septembre 1944 (service actif)

## Commandement
- Oberleutnant zur See Ernst-Günther Unterhorst du 7 au 18 août 1943
- Kapitänleutnant Wolfgang Borger du 19 août 1943 au 2 septembre 1944

## Patrouilles
|       | Commandant             | Départ          | Départ     | Arrivée          | Arrivée    | Jours    | Succès |
| ----- | ---------------------- | --------------- | ---------- | ---------------- | ---------- | -------- | ------ |
|       | Kptlt. Wolfgang Borger | 29 avril 1944   | Kiel       | 1er mai 1944     | Arendal    | 3 jours  |        |
|       | Kptlt. Wolfgang Borger | 15 mai 1944     | Arendal    | 16 mai 1944      | Bergen     | 2 jours  |        |
|       | Kptlt. Wolfgang Borger | 18 mai 1944     | Bergen     | 25 mai 1944      | Narvik     | 8 jours  |        |
| 1     | Kptlt. Wolfgang Borger | 1er juin 1944   | Narvik     | 8 juillet 1944   | Hammerfest | 38 jours |        |
| 2     | Kptlt. Wolfgang Borger | 27 juillet 1944 | Hammerfest | 2 septembre 1944 | Coulé      | 38 jours |        |
| Total | Total                  | Total           | Total      | Total            | Total      | 76 jours | 0 t    |

Note : Kptlt. = Kapitänleutnant

### Opérations Wolfpack
L'U-394 a opéré avec les Wolfpacks (meute de loups) durant sa carrière opérationnelle.
1. Trutz (2 juillet 1944 - 6 juillet 1944)
2. Trutz (17 août 1944 - 2 septembre 1944)

## Navires coulés
L'Unterseeboot 394 n'a ni coulé, ni endommagé de navire ennemi au cours des deux patrouilles (89 jours en mer) qu'il effectua.

### Source et bibliographie
- Chris Bishop, historien militaire (trad. de l'anglais par Christian Muguet), Les sous-marins de la Kriegsmarine : 1939-1945 : le guide d'identification des sous-marins [« The spellmount submarine identification guide : Kriegsmarine U-boats 1939-1945 »], Paris, Éd. de Lodi, 2008, 192 p. (ISBN 978-2-84690-327-1, OCLC 470721805, BNF 41298980)